# Left and Leaving
Left and Leaving – drugi album kanadyjskiej grupy The Weakerthans. Piosenka Aside ukazała się w filmie Wedding Crashers. Album był nominowany jako najlepszy album alternatywny w 2001 roku do Juno Awards.

## Lista utworów
1. "Everything Must Go!"  – 4:35
2. "Aside"  – 3:21
3. "Watermark"  – 2:38
4. "Pamphleteer"  – 5:16
5. "This Is a Fire Door, Never Leave Open"  – 5:07
6. "Without Mythologies"  – 3:12
7. "Left and Leaving"  – 4:45
8. "Elegy for Elsabet"  – 6:20
9. "History to the Defeated"  – 3:55
10. "Exiles Among You"  – 5:11
11. "My Favourite Chords"  – 4:27
12. "Slips and Tangles"  – 3:00